# Mime (forgeron)
Pour les articles homonymes, voir Mime (homonymie).
Mime, aussi appelé Mimir, est un forgeron mythique dans les légendes héroïques médiévales européennes.

## Description
Dans les chansons héroïques allemandes du Moyen Âge, le forgeron est constamment appelé Mime. Cependant, dans une version nordique, la Thidrekssaga, il est nommé Mimir, comme un géant dans la mythologie nordique. Il est cependant probable que les deux ne renvoient pas à la même figure mythique. Le métier de forgeron n’est pas typique d’un géant et renvoie à une nature naine de Mime. Toutefois, cela ne peut être affirmé avec certitude.
Les contextes dans lesquels Mime apparaît sont de nature mythique. Dans les croyances populaires allemandes, les forgerons étaient considérés comme savants et dotés de pouvoirs magiques. « Les épées en métal, au départ en possession de quelques-uns seulement en raison de leur grande valeur, étaient considérées comme dotées de pouvoirs secrets en raison de leur supériorité sur les haches de pierre précédentes ; ainsi, leurs créateurs étaient présentés comme des dieux ou des êtres divins, et l’art de la forge comme magique. ».
Dans la Thidrekssaga nordique, Mimir prend Sigfrit et Velent comme apprentis. Velent forge ensuite une épée et la nomme d’après son maître : Mimungr/Minnungr. La Thidrekssaga est une tradition nordique transmise à partir de chansons héroïques bas-allemandes liées à la légende de Dietrich de Berne. Le plus ancien manuscrit conservé de cette saga date du XIIIe siècle.
L’épopée héroïque allemande Biterolf et Dietleib, également issue du XIIIe siècle, relate de manière comparable l’histoire du forgeron Mime, « un excellent maître-forgeron », qui habite près de Tolède. Son apprenti Wielant forge une épée appelée Mimminc (« Miming »).
Au XIIe siècle, Saxo Grammaticus mentionne l’esprit de la forêt danoise Mimingus, « Mimingo silvarum Satyro », qui possède une épée, un anneau magique et des bijoux merveilleux.
Richard Wagner s’inspire de la tradition nordique des chants héroïques dans ses opéras L’Or du Rhin et Siegfried, mais nomme le forgeron Mime. Dans cette version, il est également le frère du roi nain Alberich.